# Ondřejov
Ondřejov (německy Ondrejov) je obec a bývalý městys v okrese Praha-východ, Středočeský kraj. Rozkládá se asi patnáct kilometrů jihovýchodně od města Říčany, asi 35 km jihovýchodně od Prahy, na jižních svazích hory Pecný (546 m n. m.). Žije zde přibližně 1 900 obyvatel. Součástí obce jsou i vesnice Turkovice a Třemblat. Je známý zejména svou hvězdárnou – pracovištěm Astronomického ústavu AV ČR. Historické jádro obce je od roku 2003 městskou památkovou zónou.

## Název
Název vesnice je odvozen ze jména jejího zakladatele, kterým byl Ondřej z Dubé. V historických pramenech se od 14. do 16. století název objevuje v různých tvarech: Ondrzieyow, Ondrzeyow, Ondrzegiow a Wondrzeyow.

## Historie
Název obce snad připomíná pány z Dubé, z rozrodu Benešoviců, zakladatele a majitele hradu Dubá (dnes zřícenina Stará Dubá), kteří často užívali jméno Ondřej a obec možná založili. První písemná zmínka o obci pochází z roku 1352, farní kostel je však již z první čtvrtiny 14. století. V raném novověku se v okolí dolovala stříbrná ruda. Z řemesel vynikalo kamnářství a hrnčířství. V roce 1850 zde žilo 817 obyvatel ve 164 domech, roku 1900 974 obyvatel ve 169 domech a roku 1970 973 obyvatel ve 248 domech.
V letech 1898 až 1906 postavil průmyslník Josef Jan Frič na vrchu Mandě hvězdárnu, kterou roku 1928 věnoval Univerzitě Karlově; dnes ji provozuje Astronomický ústav Akademie věd České republiky. V roce 1892 vystavěl v městečku prof. J. Ježek z Prahy Kneippovnu. Pro svoji polohu se stalo vyhledávaným letoviskem.
Od roku 1958 se v bývalé družstevní záložně „kampelička“ vyráběly populární elektrické pánve „remosky“.

### Územněsprávní začlenění
Dějiny územněsprávního začleňování zahrnují období od roku 1850 do současnosti. V chronologickém přehledu je uvedena územně administrativní příslušnost obce v roce, kdy ke změně došlo:
- 1850 země česká, kraj Praha, politický okres Jílové, soudní okres Říčany[10]
- 1855 země česká, kraj Praha, soudní okres Říčany[10]
- 1868 země česká, politický okres Český Brod, soudní okres Říčany[10]
- 1898 země česká, politický okres Žižkov, soudní okres Říčany[11]
- 1921 země česká, politický okres Žižkov sídlo Říčany, soudní okres Říčany[12]
- 1925 země česká, politický i soudní okres Říčany[13]
- 1939 země česká, Oberlandrat Praha, politický i soudní okres Říčany[14]
- 1942 země česká, Oberlandrat Praha, politický okres Praha-venkov-jih, soudní okres Říčany[15]
- 1945 země česká, správní i soudní okres Říčany[16]
- 1949 Pražský kraj, okres Říčany[17]
- 1960 Středočeský kraj, okres Praha-východ[18]

### Rok 1932
V městysi Ondřejov (přísl. Hlaváčov, 731 obyvatel, poštovní úřad, telegrafní úřad, telefonní úřad, četnická stanice, katolický kostel, Státní hvězdárna) byly v roce 1932 evidovány tyto živnosti a obchody: lékař, autodoprava, biograf Sokol, cihelna, čalouník, galanterie, 2 holiči, 5 hostinců, 2 koláři, 2 kováři, 2 krejčí, surové kůže, mlýn, 3 obuvníci, 2 pekaři, pila, 2 řezníci, 2 sedláři, sklenář, 5 obchodů se smíšeným zbožím, spořitelní a záložní spolek pro Ondřejov, 3 trafiky, 3 truhláři, zámečník, zubní ateliér.

## Pamětihodnosti

### Hvězdárna
Hvězdárna Astronomického ústavu AV ČR na vrchu Mandě nad obcí (Mandina hůra – pojmenovaná po Magdaleně z Vartemberka, manželce Jana ml. z Valdštejna, od roku 1554 majitele hrádeckého panství k němuž Ondřejov náležel společně s vrchem Žalov, jak jej pojmenoval po smrti bratra Jana, roku 1898, zakladatel hvězdárny Josef Frič). Secesní budovy a kopule původní hvězdárny navrhoval Josef Fanta. Rozsáhlý areál hvězdárny je upraven jako park s vzácnými stromy a řadou moderních plastik. Severněji v „Kubětinách“ je kopule s dvoumetrovým zrcadlovým dalekohledem, největším v ČR, instalovaným roku 1967; po roce 1990 byl dalekohled modernizován.

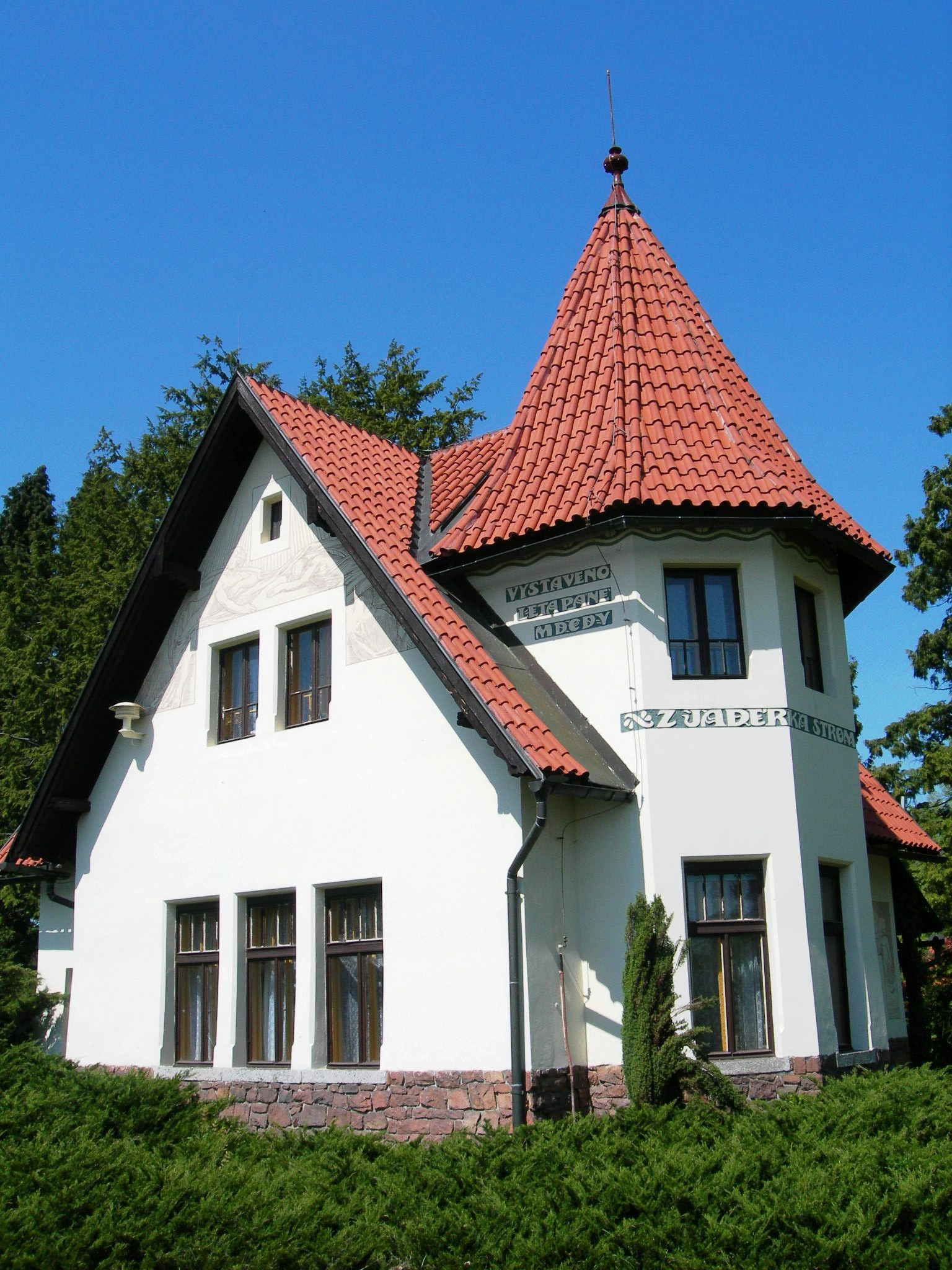
Hvězdárna, pracovna (J. Fanta, 1905)
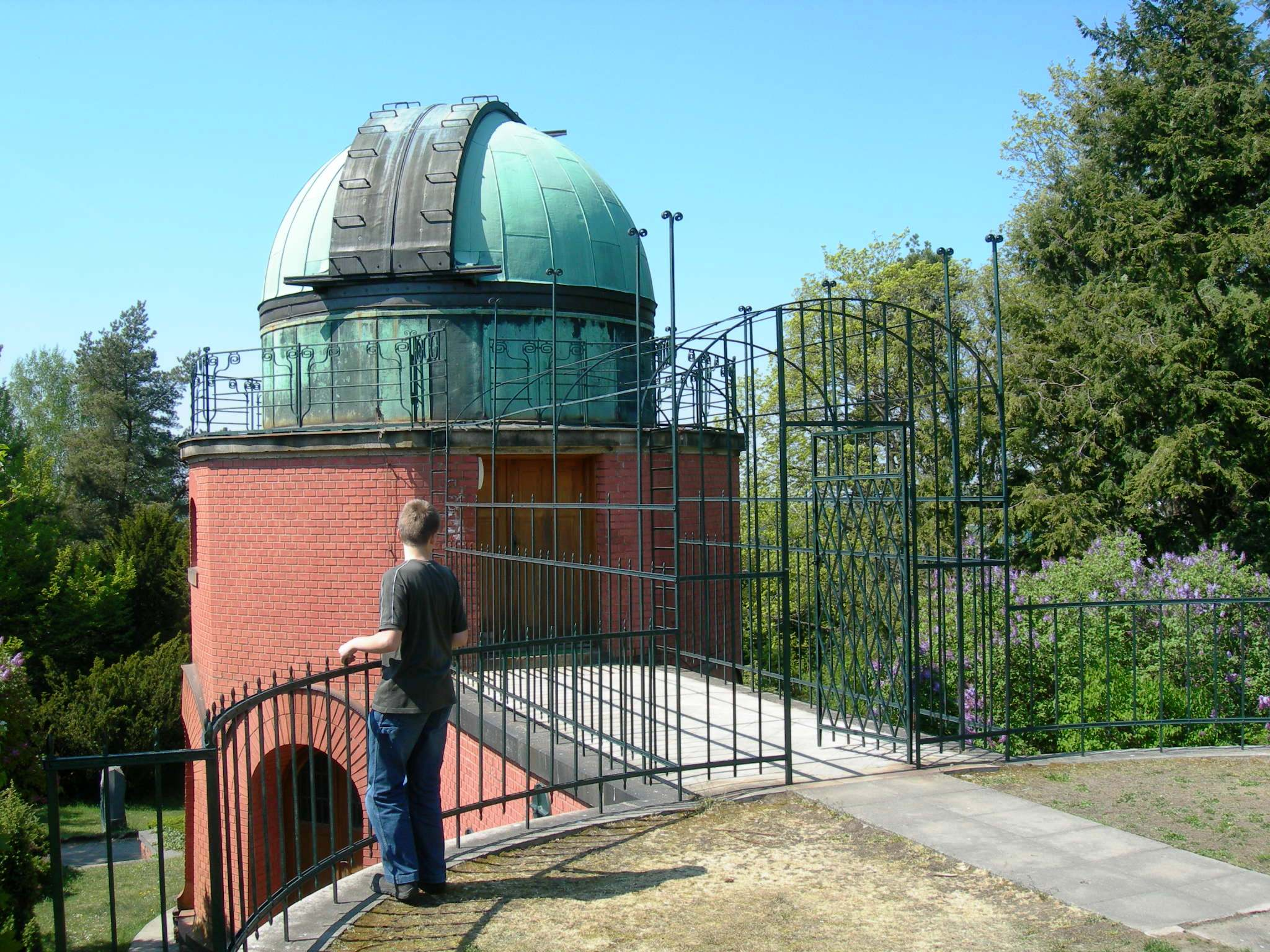
Západní kopule (J. Fanta)
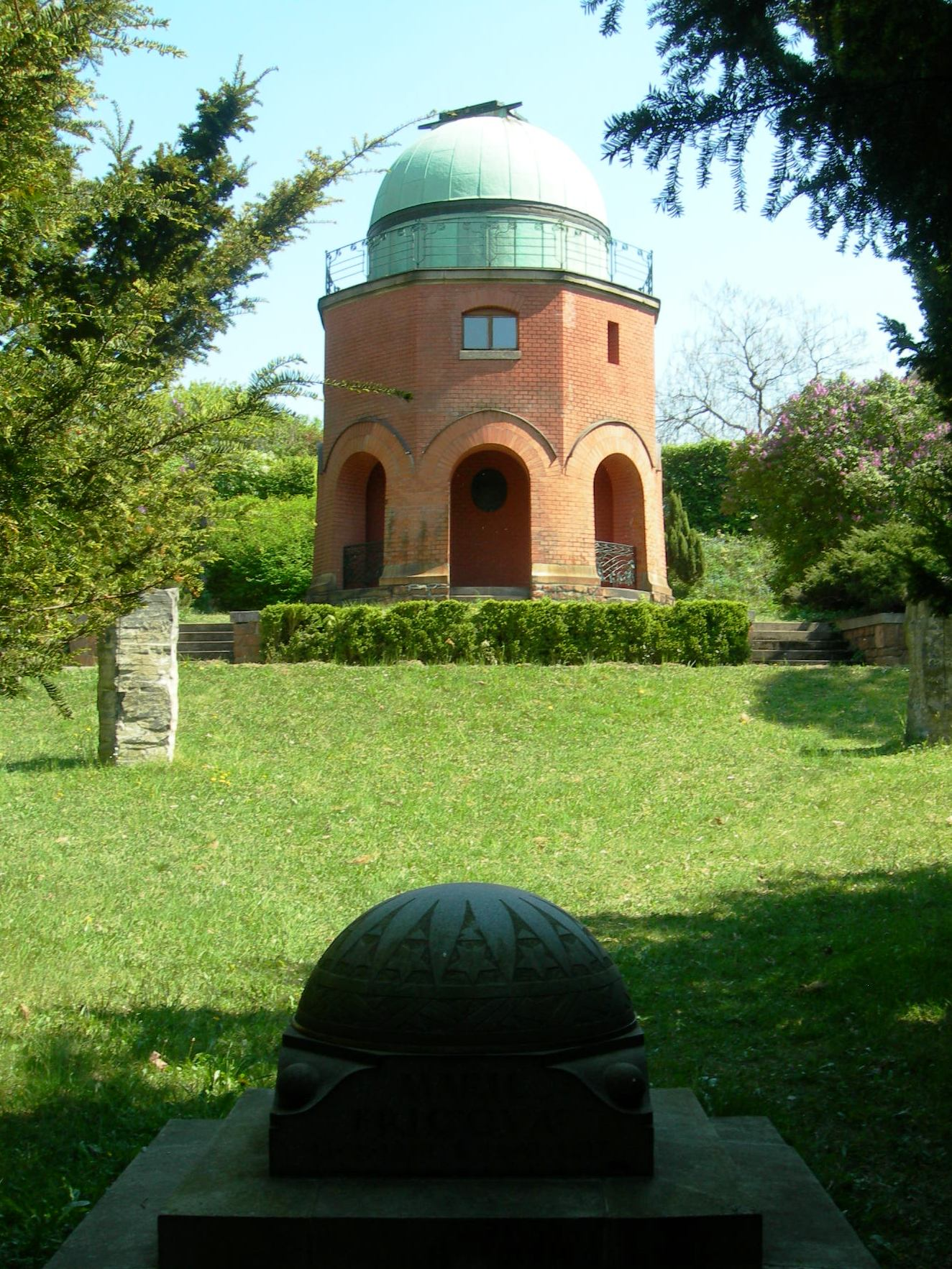
Západní kopule od náhrobku paní Fričové
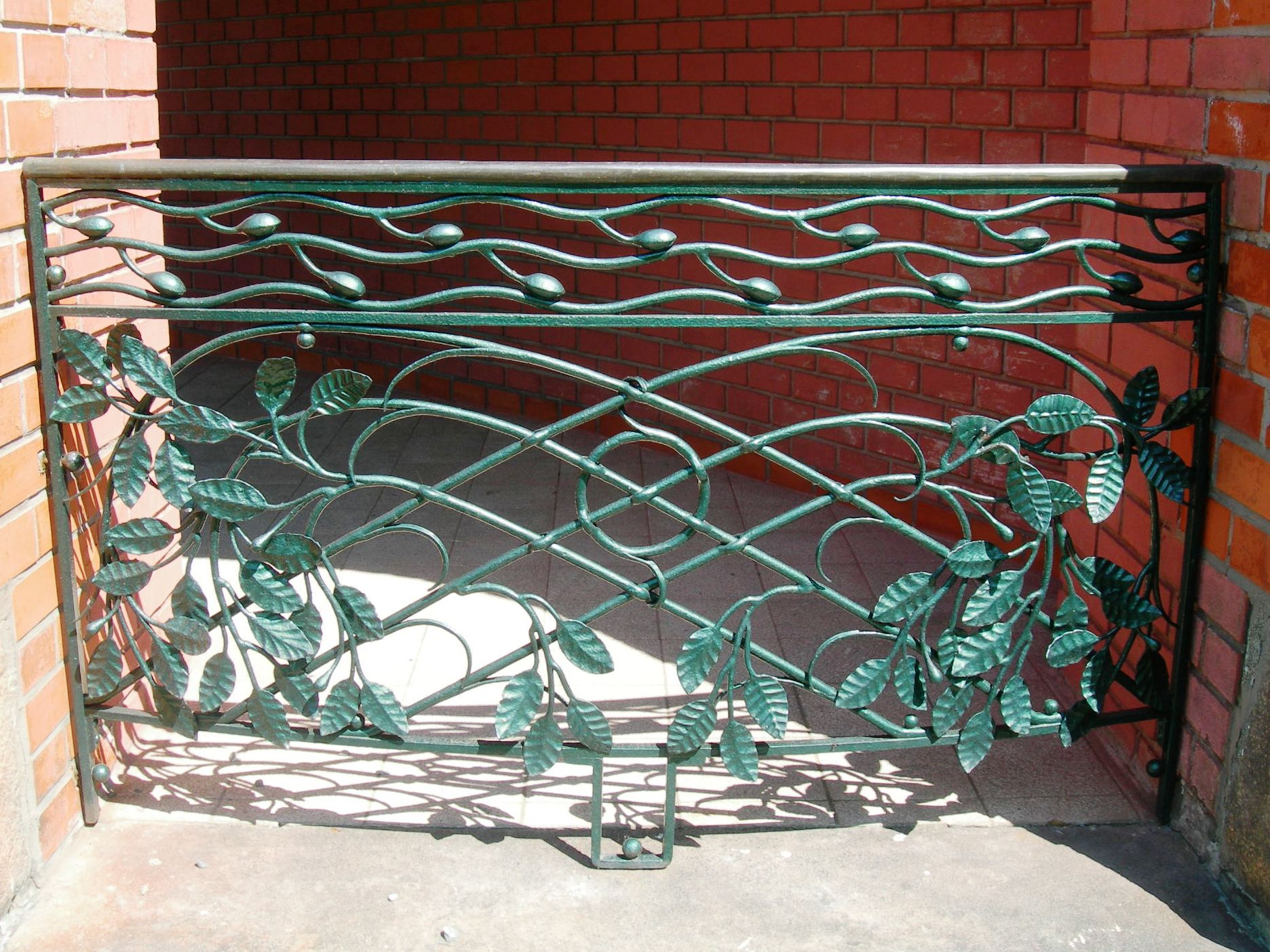
Detail mříže v záp. kopuli

### Kostel svatého Šimona a Judy
Jednolodní kostel s renesanční věží byl několikrát přestavěn, naposledy 1773 (z té doby je také část vnitřního zařízení) a 1876 zvýšena věž. Obvykle je uváděn románský původ kostela. Výsledky záchranného archeologického výzkum v průběhu oprav budovy roce 2009 však přinesly nové poznatky, které posouvají vznik kostela pravděpodobně až do první čtvrtiny 14. století. Dle posledního měření v lednu 2020 měří kostelní věž 30 m včetně kříže (kříž 1,5 m).

### Památné stromy
V Ondřejově jsou prohlášeny dvě skupiny památných stromů: Dvojice lip malolistých roste uprostřed obce u kostela (49°54′16″ s. š., 14°46′57″ v. d.), další pár lip (původně čtveřice) téhož druhu pak stál na západním okraji obce, u křížku při silnici do Turkovic (49°54′22″ s. š., 14°46′19″ v. d.). V roce 2016 zůstává jen jedna, druhá proschlá byla z bezpečnostních důvodů odstraněna.

### Socha svatého Ondřeje
Socha svatého Ondřeje, kopie barokní sochy (kolem 1740) od Bedřicha Stefana.

### Pomníček
Pomníček akademickému pluku pražských studentů, kteří v roce 1800 táhli proti Napoleonovi, dal postavit roku 1843 místní farář Václav Horáček na vrchu Mandě, později Žalově.

### Fara
Fara je pozdně barokní patrová stavba z roku 1778 s mansardovou střechou.

### Vila „Leonora“
Vilu „Leonora“ na úpatí Mandy si dala postavit Eleonora Ehrenbergová, významná operní zpěvačka (například „Mařenka“ při premiéře Smetanovy Prodané nevěsty), která zde také roku 1912 zemřela.

### Pomník padlým v první světové válce
Na náměstí je pomník padlým v první světové válce odhalený v roce 1928 k 10. výročí ČSR. Na pomníku jsou letopočty MCMXVIII a MCMXXVIII a nápis PADLI ABY OŽILA VLAST a vložena deska obětí druhé světové války. Autorem návrhu pomníku je architekt Otto Rothmayer, jehož učitelem byl Josip Plečnik, architekt úprav Pražského hradu.

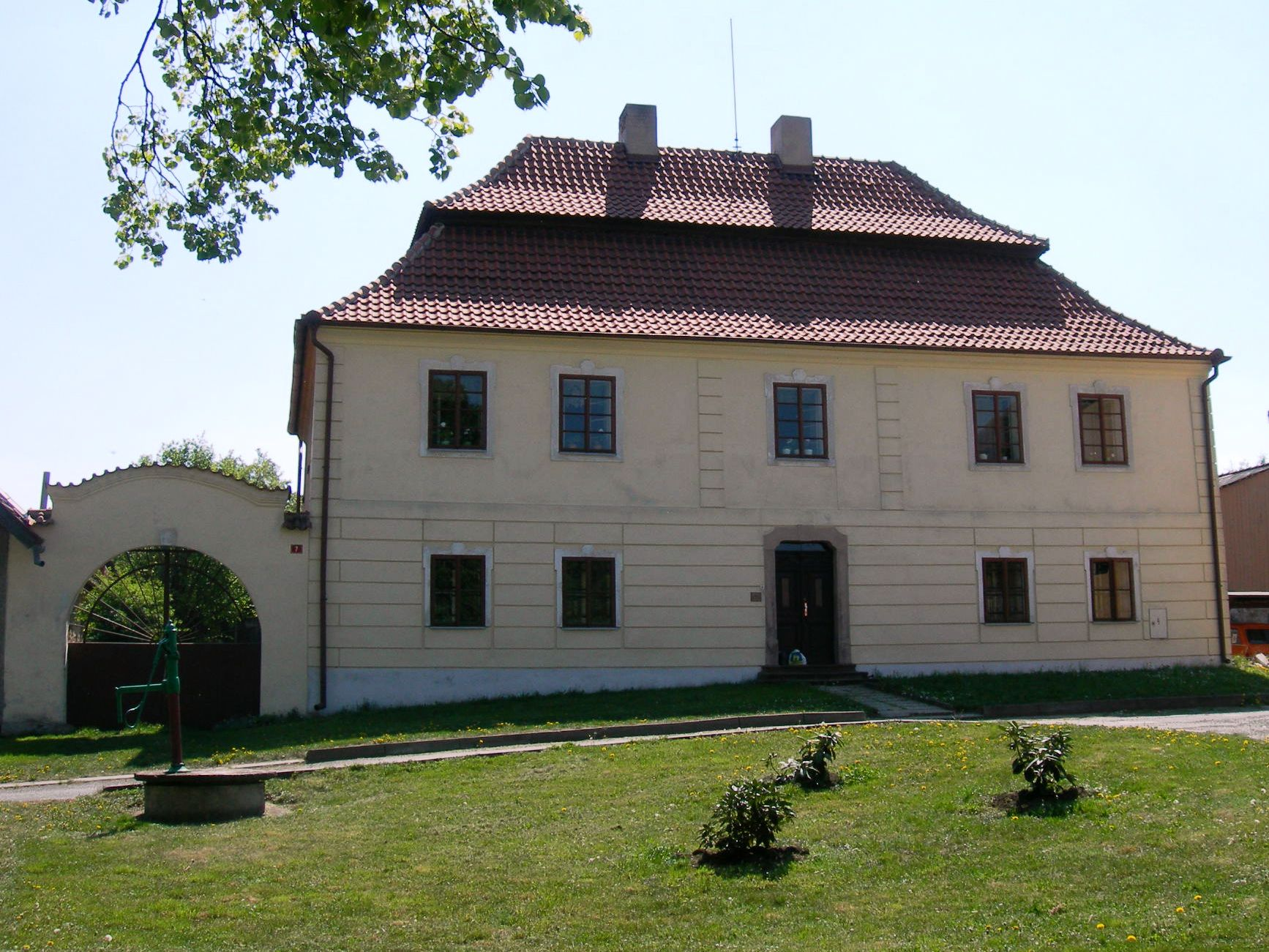
Fara (1778)
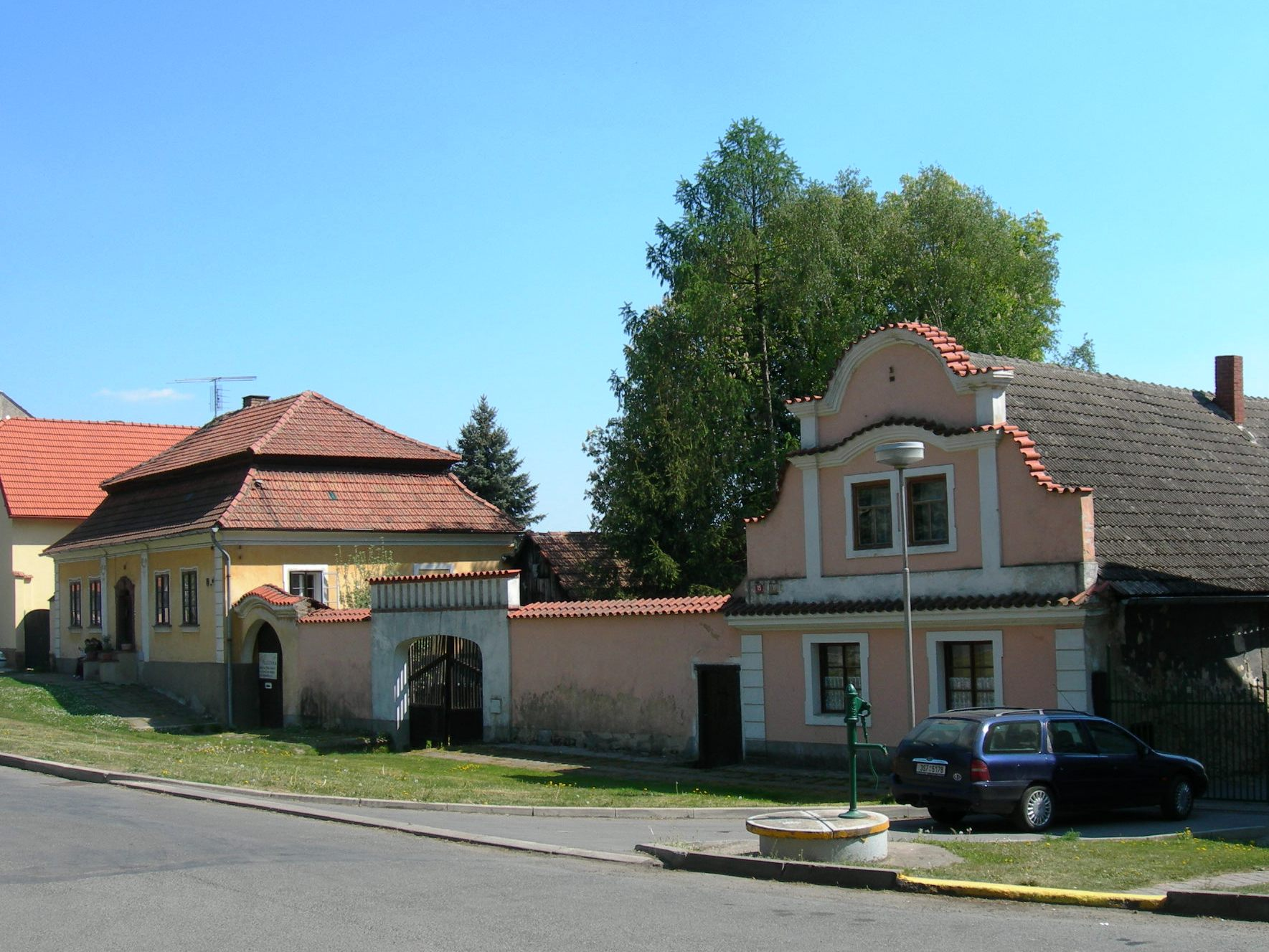
Domy na náměstí
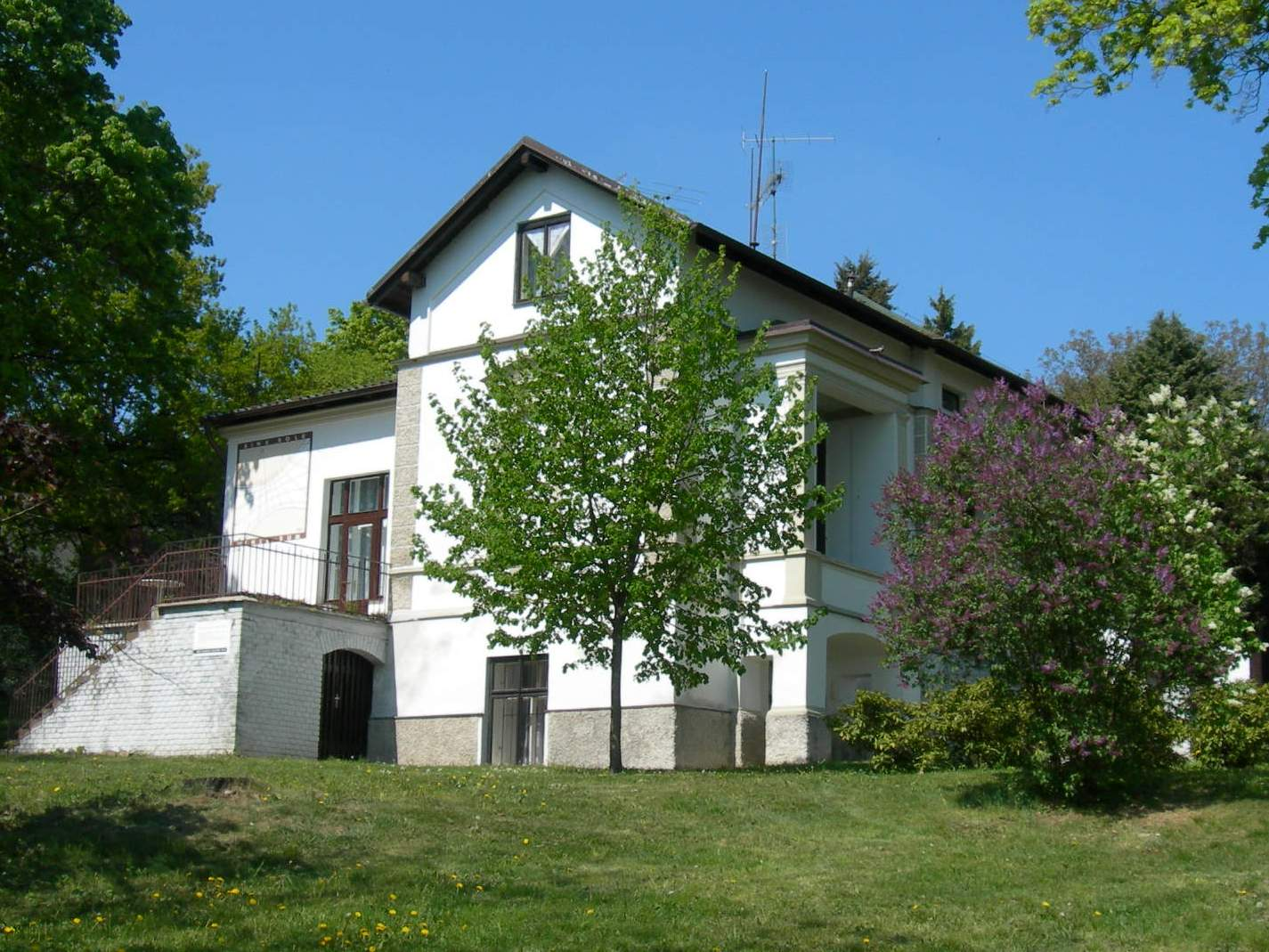
Vila Leonora (kolem 1875)
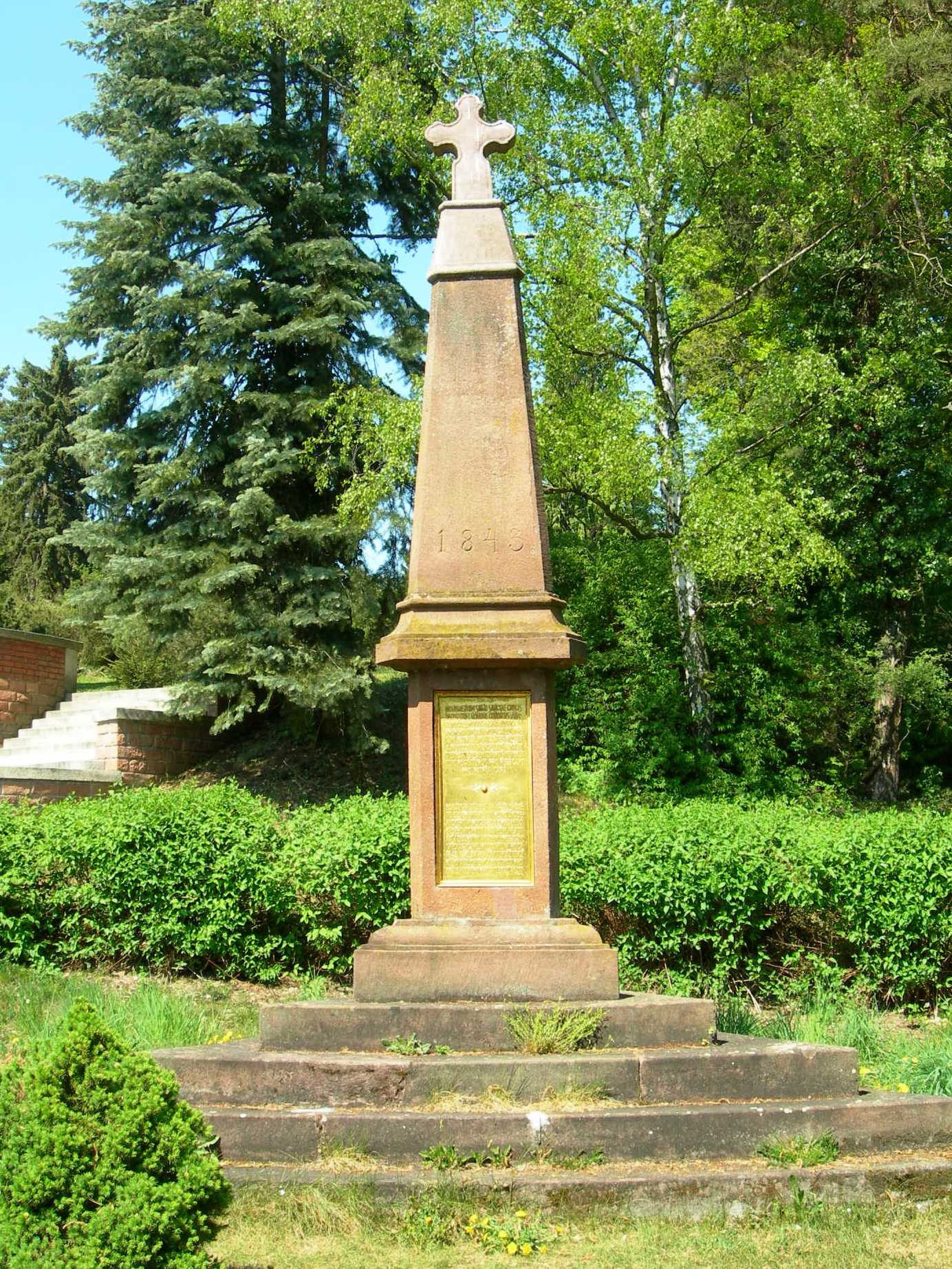
Pomníček z roku 1843
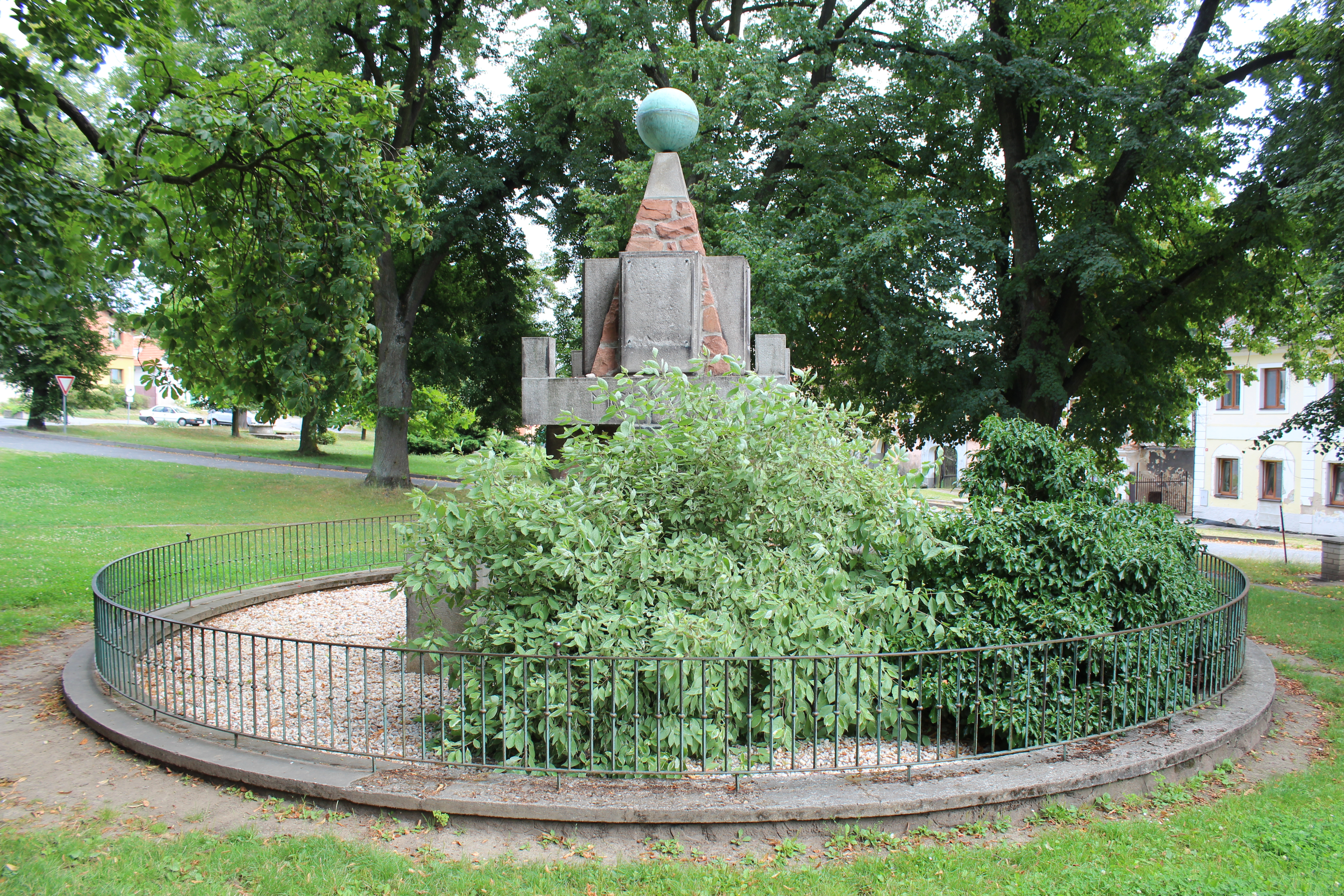
Otto Rothmayer: Pomník padlým (1928)

## Části obce
- Ondřejov
- Třemblat – 3 km na severozápad od centra Ondřejova
- Turkovice – 2 km na západ od centra Ondřejova

## Doprava
Katastrem obce prochází dálnice D1, nejbližší sjezd jsou Mirošovice. Dále tudy vedou silnice II. třídy II/113 v úseku Český Brod – Mukařov – Chocerady, a dva úseky silnice II/335 Mnichovice – Sázava. Silnice III. třídy:
- III/1081 Turkovice – Lensedly
- III/1085 Ondřejov – Kostelní Střimelice
- III/11319 Mnichovice – Třemblat
- III/11320 Třemblat – Zvánovice
- III/3353 z Hrusic
- III/6031 Senohraby – Turkovice – Ondřejov

Železniční trať ani stanice na území obce nejsou. Nejbližší železniční stanicí jsou Senohraby ve vzdálenosti 5 km ležící na trati 221 z Prahy do Benešova. Na lokální trati "Posázavského Pacifiku" č. 212 pak v podobné vzdálenosti zastávky Hvězdonice a Chocerady.
Příměstské autobusové linky projíždějící v březnu 2011 obcí vedly do těchto cílů: Chocerady, Kaliště, Praha, Říčany, Strančice, Stříbrná Skalice (dopravce Veolia Transport Praha, s. r. o.).

## Církevní správa
Do roku 2009 existovala samostatná Římskokatolická farnost Ondřejov. V rámci procesu slučování farností v pražské arcidiecézi došlo k 1. červenci 2009 ke sloučení ondřejovské, choceradské a mnichovické farnosti a vznikla nástupnická organizace Římskokatolická farnost Mnichovice. Zajímavostí je, že zatímco místní část Ondřejov patří do této farnosti, zbývající dvě části obce – Třemblat a Turkovice – spadají administrativně pod Římskokatolickou farnost Hrusice.
Pravidelné bohoslužby se v kostele sv. Šimona a Judy v Ondřejově konají v Neděli v 8:00, mši slouží Dst. P. Michal Vaněček. Každý pátek od 21:00 probíhá v kostele setkávání mužů – otců rodin a v neděli v 18:30 potom modlitba sv. růžence.

## Spolky a organizace
Nejstarší organizací dosud působící je sbor dobrovolných hasičů. Další jsou Sokol a fotbalový oddíl, obec baráčníků. Do novější doby spadají např. Posázavský klub historických vozidel, který obvykle dvakrát do roka pořádá otevřené závody historických vozidel, např. Ondřejovská osmička v září, Kruh přátel hudby, sdružení Setkání a Vrstevnice. Živými společenstvími jsou i myslivci, chovatelé a rybáři, kteří pečují o Seradovský rybník.
Sportovně kulturní centrum (bývalý kulturní dům) nabízí řadu kroužků a kurzů sportovních, tanečních, hudebních, zdravotních, výtvarných a jazykových, v tělocvičně SKC se pořádají sportovní i kulturní vystoupení.